# Allahabad Airport
Allahabad Airport är en flygplats i Indien.   Den ligger i distriktet Kaushambi District och delstaten Uttar Pradesh, i den centrala delen av landet, 600 km sydost om huvudstaden New Delhi. Allahabad Airport ligger 98 meter över havet.
Terrängen runt Allahabad Airport är mycket platt. Runt Allahabad Airport är det mycket tätbefolkat, med 4 503 invånare per kvadratkilometer. Närmaste större samhälle är Allahabad, 11,0 km öster om Allahabad Airport. Trakten runt Allahabad Airport består till största delen av jordbruksmark.